# 小指徹
小指 徹（こざす とおる、1964年7月4日 - ）は、埼玉県出身の日本の陸上競技指導者、元陸上競技選手。

## 略歴・人物
埼玉県立秩父農工高等学校（現・埼玉県立秩父農工科学高等学校）を経て、東京農業大学農学部農業経済学科（現・食料環境経済学科）を卒業。大学在学中は箱根駅伝に4年連続出場。大学卒業後はダイエー陸上部に所属。1989年びわ湖毎日マラソン優勝、1991年東京国際マラソンでは同タイム着差ありの2位（優勝はアベベ・メコネン）。中山竹通、谷口浩美らとともに1991年世界陸上競技選手権大会の日本代表に選出されたが、故障により出場辞退。SUBARU陸上競技部の総監督を務めた後、現在は母校である東京農業大学の陸上競技部監督に就任。長女は小指有未（1997年8月1日生まれ、常磐→ワコール女子陸上競技部→埼玉医科大学AC→ヤマダホールディングス陸上競技部）。次男は小指卓也（2000年9月12日生まれ、学法石川→早稲田大学競走部→SUBARU陸上競技部）。

## マラソン全記録
- 1：2時間21分31秒　 20位　85東京国際
- 2：2時間12分42秒　　5位　88別府大分毎日
- 3：2時間14分31秒　 優勝　89びわ湖毎日
- 4：2時間13分12秒　　3位　89福岡国際
- 5：2時間12分16秒　　4位　90東京国際
- 6：2時間16分15秒　　3位　90札幌
- 7：2時間10分26秒　　2位　91東京国際（生涯自己記録）
- 8：2時間19分42秒 　10位　95ｺﾞｰﾙﾄﾞｺｰｽﾄ
- 9：2時間16分58秒　 22位　96東京国際
- 10：2時間15分35秒　 11位　96北京国際
- 11：2時間19分12秒　　3位　97信毎